# Leichtathletik-Weltmeisterschaften 2013/Teilnehmer (Österreich)
| Gelbes Symbol für Goldmedaillen mit stilisierten Olympischen Ringen | Graues Symbol für Silbermedaillen mit stilisierten Olympischen Ringen | Braundes Symbol für Bronzemedaillen mit stilisierten Olympischen Ringen |
| ------------------------------------------------------------------- | --------------------------------------------------------------------- | ----------------------------------------------------------------------- |
| —                                                                   | —                                                                     | —                                                                       |

Der Leichtathletik-Verband Österreichs stellte bei den Leichtathletik-Weltmeisterschaften 2013 in der russischen Hauptstadt Moskau mit Andreas Vojta und Gerhard Mayer zwei Teilnehmer. Die internationale Norm erreichten vier weitere Athleten. Aus Verletzungsgründen mussten aber sowohl die Sprinterin Beate Schrott als auch die Siebenkämpferin Ivona Dadic auf eine Teilnahme verzichten. Die Langstreckenläufer Günther Weidlinger und Andrea Mayr sahen von einer WM-Teilnahme ab, da sie sich auf andere Rennen konzentrierten.

## Ergebnisse

### Männer

#### Laufdisziplinen
| Athlet        | Disziplin | Vorlauf     | Vorlauf | Halbfinale         | Halbfinale         | Finale             | Finale             |
| Athlet        | Disziplin | Zeit        | Platz   | Zeit               | Platz              | Zeit               | Platz              |
| ------------- | --------- | ----------- | ------- | ------------------ | ------------------ | ------------------ | ------------------ |
| Andreas Vojta | 1500 m    | 3:41,51 min | 28      | nicht qualifiziert | nicht qualifiziert | nicht qualifiziert | nicht qualifiziert |

#### Sprung/Wurf
| Athletin      | Disziplin  | Qualifikation | Qualifikation | Finale             | Finale             |
| Athletin      | Disziplin  | Weite         | Platz         | Weite              | Platz              |
| ------------- | ---------- | ------------- | ------------- | ------------------ | ------------------ |
| Gerhard Mayer | Diskuswurf | 59,85 m       | 18            | nicht qualifiziert | nicht qualifiziert |